# عبد الله بن عبد اللطيف آل الشيخ
عبد الله بن عبد اللطيف آل الشيخ (1848–1921) أحد علماء الدعوة النجدية، ومفتي الديار النجدية، من أحفاد الشيخ محمد بن عبد الوهاب التميمي النجدي، وجد الملك فيصل بن عبد العزيز لأمِّه.

## سيرته
وُلد عبد الله بن عبد اللطيف آل الشيخ في عام 1848 في عائلة مشهورة من علماء الدين السعوديين، وهي آل الشيخ، أحفاد محمد بن عبد الوهاب النجدي.  كان والدُهُ عبد اللطيف ابن عبد الرحمن آل الشيخ.
كان عبد الله كبير العلماء السعوديين في نهاية القرن التاسع عشر. كان معلم ابن سعود، فيما بعد الملك عبد العزيز، فيما يتعلق بمبادئ الفقه والتوحيد الإسلامي.  في عام 1892، تم تدمير الدولة السعودية من قبل منافسيهم، وذهب راشد حائل والقيادة السعودية إلى المنفى. بدلًا من الذهاب إلى المنفى، وقف عبد الله بن عبد اللطيف مع الرشيد وانتقل إلى حائل.  :20  عاد آل سعود من المنفى عام 1902 تحت قيادة عبد العزيز آل سعود (لاحقًا أول ملك للمملكة العربية السعودية) وأعاد تأسيس الدولة السعودية حول الرياض.  ثم غير عبد الله بن عبد اللطيف الجوانب مرة أخرى وانضم إلى آل سعود، وهو تغيير في القلب كان مقبولًا من عبد العزيز.
بقي قائدًا للمؤسسة الدينية السعودية حتى وفاته عام 1921. :210

## علاقته بالأسرة الملكية
في عام 1902 تزوَّج الملك عبد العزيز آل سعود ابنته طرفة، وولد لهما ابنهما فيصل بن عبد العزيز ملك المملكة العربية السعودية. توفيت طرفة سنة 1912.